# Архимандрит Михаило (Вукчевић)
Михаило Вукчевић (Загреб, 12. октобар 1967) архимандрит је Српске православне цркве и игуман Манастира Гомирја.

## Биографија
Архимандрит Михаило (Вукчевић) рођен је 12. октобра 1967. године у Загребу, од оца Данијела и мајке Ане. Основну школу завршио је у Рашкој, у Србији, 1974–1982, као и Средњу туристичку школу у Новом Београду од 1982–1986. године.
Замонашен је 28. августа 1991. године у Манастиру Гомирју, од стране епископа горњокарловачкога Никанора Богуновића, добивши монашко име Михаило. Јерођаконски чин добио је 19. априла 1992. године у цркви Рођења Пресвете Богородице у Садиловцу.
У чин јеромонаха рукоположио га је такође епископ Никанор, 5. септембра 1992. године у цркви Преображења Господњег у Вељуну. Од овог датума је и на мјесту пароха вељунског све до 4. августа 1995. године. Чином синђела одликован је 1997. године, а чином протосинђела, 4. септембра 2002. године.
Игуман Манастира Гомирја, постаје од 31. августа 2005. године, а чином архимандрита, одликован је 28. августа 2009. године од стране епископа горњокарловачкога Герасима.